# Моховое (Саратовская область)
Моховое — село в Ершовском районе Саратовской области, в составе сельского поселения Новорепинское муниципальное образование.
Село расположено на левом берегу реки Моховой (левый приток реки Малый Узень) в 17 км южнее районного центра город Ершов.
Население - 590 (2010)

## История
Основано как поселение отставных солдат. Деревня относилась к Новотроицкой волости (волостное село - Новотроицкое) Новоузенского уезда Самарской губернии. В Списке населённых мест Самарской губернии по сведениям за 1889 год указано, что в деревне проживали русские, православные, всего 338 человек
Согласно Списку населённых мест Самарской губернии 1910 года в деревне Моховой проживало 187 мужчин и 206 женщин, село населяли отставные солдаты, русские, православные, в селе имелись церковь, школа грамоты, 2 ветряные мельницы.
В 1919 году в составе Новоузенского уезда село включено в состав Саратовской губернии.

## Население
Динамика численности населения по годам:
| 1889 | 1910 | 2002 |
| ---- | ---- | ---- |
| 338  | 393  | 706  |

| 2002 | 2010 |
| ---- | ---- |
| 707  | ↘590 |